# Dendy
Dendy або «Де́нді» — неофіційний бренд та тайванський клон восьмибітової гральної консолі Famicom, в країнах СНД вважається культовою гральною приставкою, було продано, за різними даними, від 1.5 до 6 мільйонів пристроїв. Його створення було замовлене компанією Steepler спеціально для продажу на території пострадянських країн. Логотипом бренду Dendy було сіре слоненя.

## Історія
У 1992 році до компанії Steepler звернувся підприємець Віктор Савюк з пропозицією створення і продажу телевізійних ігрових консолей і змінних ігрових картриджів під торговою маркою Dendy. До цього компанія займалася постачанням продукції Hewlett-Packard, локалізацією операційної системи Windows 3.x і системною інтеграцією. Засновники компанії вже мали плани розвивати ігровий підрозділ, і у вересні 1992 року Савюк вийшов на роботу у підрозділ під назвою «Відділ відеоігор».
Савюк встановив контакти з тайванськими виробниками консолей і виказав інтерес до їх продукції. У Steepler не розглядали можливість продавати оригінальну Famicom, оскільки вона коштувала втричі дорожче «клонів», а Nintendo не була зацікавлена у ринку СНД. Врешті-решт Steepler домовилася з тайванською фірмою TXC Corporation, що виробляла клони Famicom і продавала їх під власним брендом Micro Genius.
У продаж консоль надійшла 17 грудня 1992 року за ціною 39 000 рублів (94 долари США за курсом того часу). До лютого 1993 року продажі склали до 3000 консолей на місяць. Ігри також приносили прибуток, а менеджери Steepler почали виїжджати у регіони для пошуку регіональних дилерів і закупки реклами.
Попит на продукцію виявився дуже високим, і у квітні 1993 року Steepler вже мав чотири регіональних дилери і виторг у 500 млн рублів (722 тис. доларів). На осінь 1993 року в день продавалося до 4000 консолей, а при дослідженні купівельного попиту виявилося, що у категорії «побутова електроніка» Dendy опинилася на третьому місці після холодильника і телевізора. В цей час слово «денді» стало загальним іменем і застосовувалося не тільки до апаратних клонів Famicom, а і до інших консолей. Steepler зайняла практично незайняту нішу, а світовим виробникам відеоігор і консолей регіон СНД на той час був нецікавий. Довелося боротися не за попит — основним конкурентом був «сірий» імпорт аналогічної продукції китайського виробництва. Компанія Steepler в підсумку призупинила рекламну кампанію через перевищення попиту над пропозицією. У 1994 році щомісяця продавалося по 100—125 тисяч консолей і щомісячний виторг складав 5 мільйонів доларів, а за весь рік досяг 75—80 мільйонів доларів.
В 1994 році Steepler хотіла заручитися підтримкою Nintendo і спробувала встановити контакт з європейським підрозділом через свій регіональний офіс у Німеччині. Після періоду ігнорування, Nintendo дізналася про популярність 8-розрядних клонів на пострадянському просторі, після чого навесні 1994 року зв'язалася зі Steepler і запросила Віктора Савюка на зустріч у Сіетлі з керівниками Nintendo of America Мінору Аракавою і Говардом Лінкольном. Після багатоденних перемовин Steepler заключила з Nintendo угоду, за якою відмовлялася від просування продукції Sega і отримала ексклюзивні права на розповсюдження консолей Super Nintendo і Game Boy у Росії і СНД. Nintendo ж за цією угодою відмовлялася від претензій до продажів Dendy.
У січні 1995 року продажі помітно знизилися, і виявилося, що конкуренти почали закуповувати консолі у Китаї і змогли знизити ціни нижче собівартості консолей Dendy. В той час Dendy продовжували виробляти на Тайвані. Крім того, на ринку з'явилася китайська компанія Subor, яка до цього зверталася до Steepler за пропозицією про співробітництво, але отримала відмову. За підтримки китайського уряду компанія Subor відкрила офіс у Москві і зайнялася демпінгом. Після цього Subor висунула Steepler пропозицію про перенос виробництва на фабрику Subor, через що гуртова ціна мала скласти 8—9 доларів проти колишніх 12 на тайванській фабриці. Умови були прийняті, і було оформлене замовлення на 80 тисяч консолей Dendy на заводах у Китаї. Також Steepler отримала право на ексклюзивне розповсюдження консолей Subor SB-225 і SB-225B через свої магазини, а продажі повернулися на попередній рівень. У листопаді 1995 року в компанії «Денді» було 10 дочірніх підприємств у регіонах і 80 дилерів, а роздрібні ціни на консолі знизилися до 20 доларів.
Після середини 1990-х років 16-розрядні консолі Mega Drive і Super Nintendo на Заході почали поступатися консолям нового покоління, таким як перша PlayStation. На пострадянському просторі ера 8-бітних консолей також добігала кінця. Компанія Steepler планувала почати продаж різноманітної побутової техніки, такої як DVD-плеєри, під брендом Dendy, але ці плани зірвалися коли Steepler виграла тендер на автоматизацію Держдуми. Через протидію з боку Федерального агентства урядового зв'язку і інформації компанія Steepler втратила контракти з урядовими установами і збанкрутувала у 1996 році. Підрозділ «Денді» вижив у формі окремої компанії, попри те, що оборотні кошти зберігалися на рахунках Steepler, але зіткнувся з великими труднощами. Деякий час постачальники продавали компанії товари у кредит, але коли це скінчилося, компанія «Денді» була змушена місяцями продавати виключно складські залишки. Врешті-решт, коли настала фінансова криза 1998 року, компанія закрилася остаточно.
За різними оцінками, у Росії було продано від 1,5 до 2 мільйонів екземплярів Dendy, за іншими — до 6 мільйонів. Консоль набула ностальгічного статусу серед тих, хто зростав на пострадянському просторі у 1990-х роках, подібно консолям Nintendo і Sega тієї ж епохи у США, Японії і Європі. В той же час назва Dendy стала синонімом ігрових консолей, що під'єднувалися до телевізора, і вважається, що саме Dendy створила ринок відеоігор і ігрових консолей у СНД, а також що саме завдяки їй тут з'явилося перше покоління геймерів. Її популярність також призвела до появи «піратських» копій Dendy від інших виробників.

## Моделі Dendy

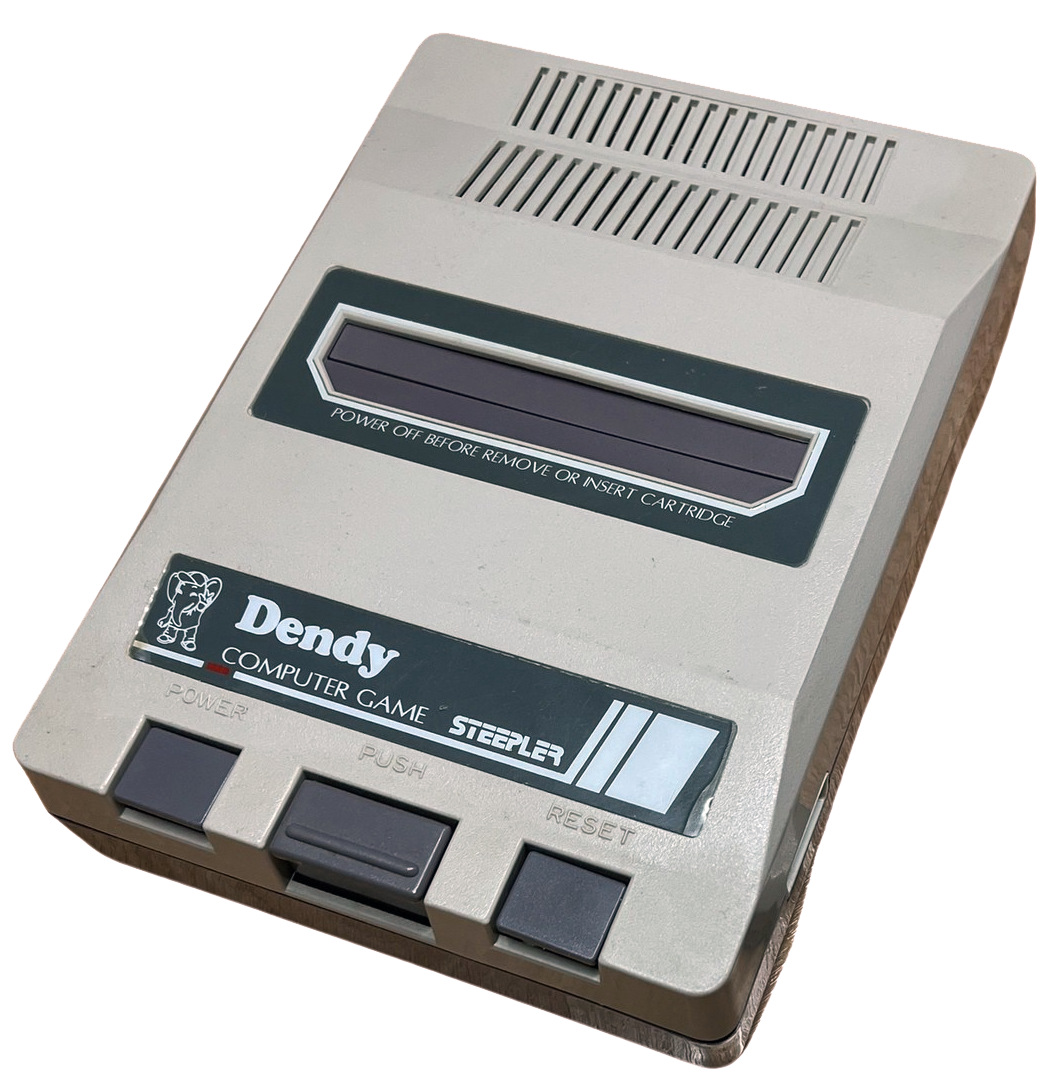
Dendy Classic
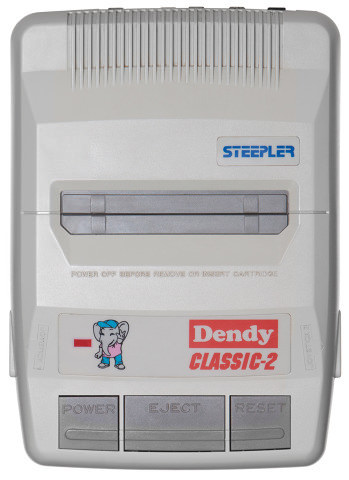
Dendy Classic II
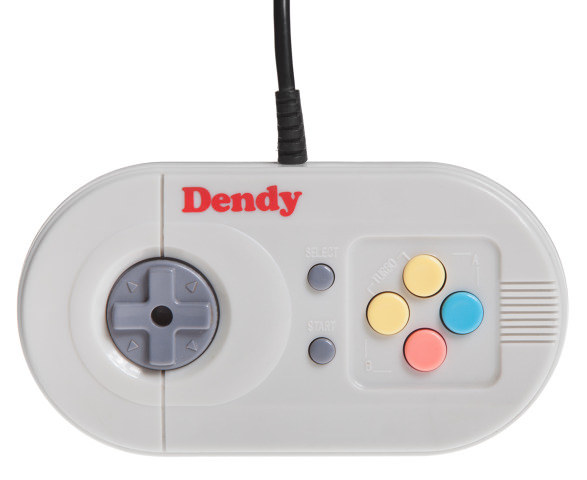
Геймпад Dendy Classic II
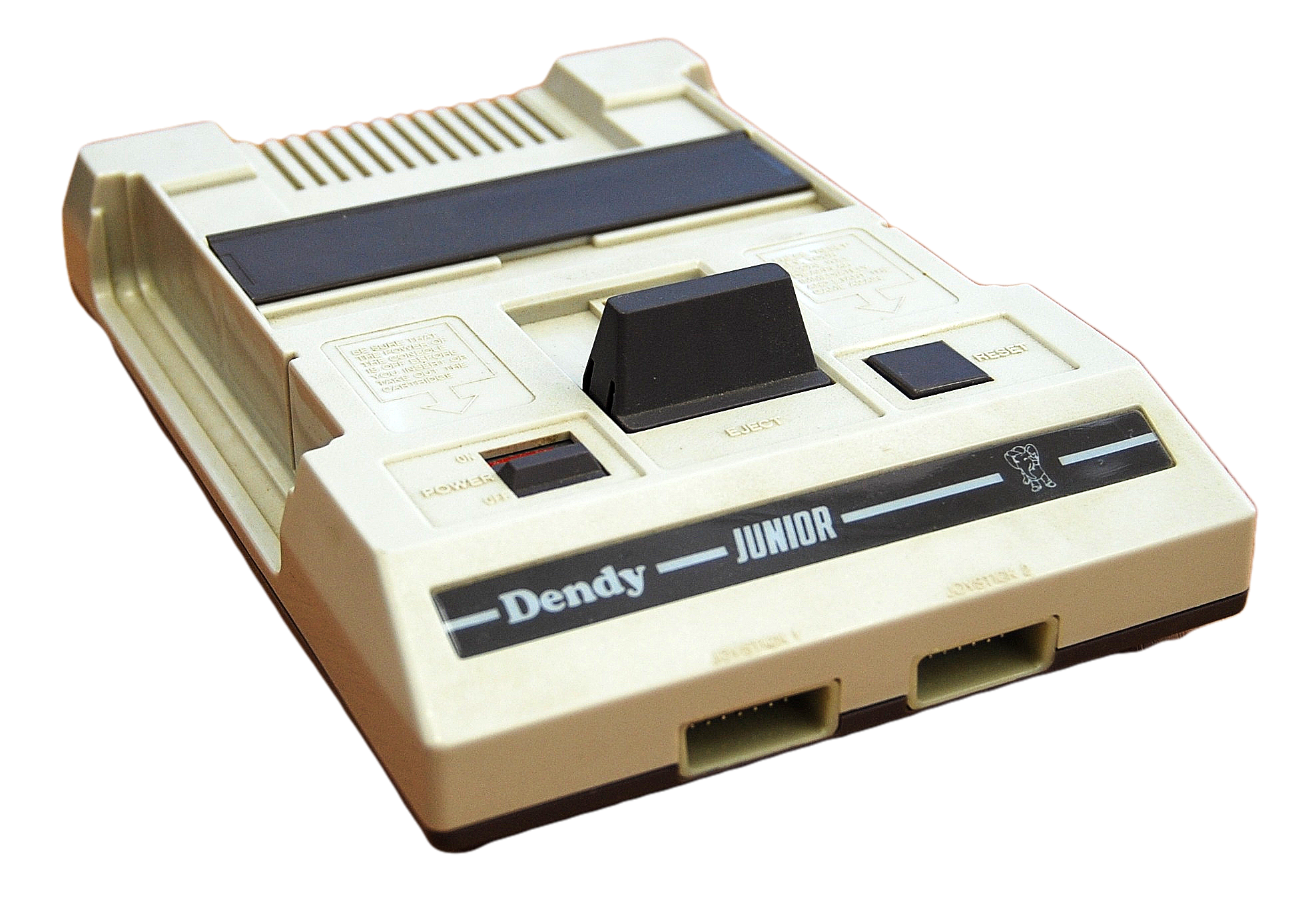
Dendy Junior
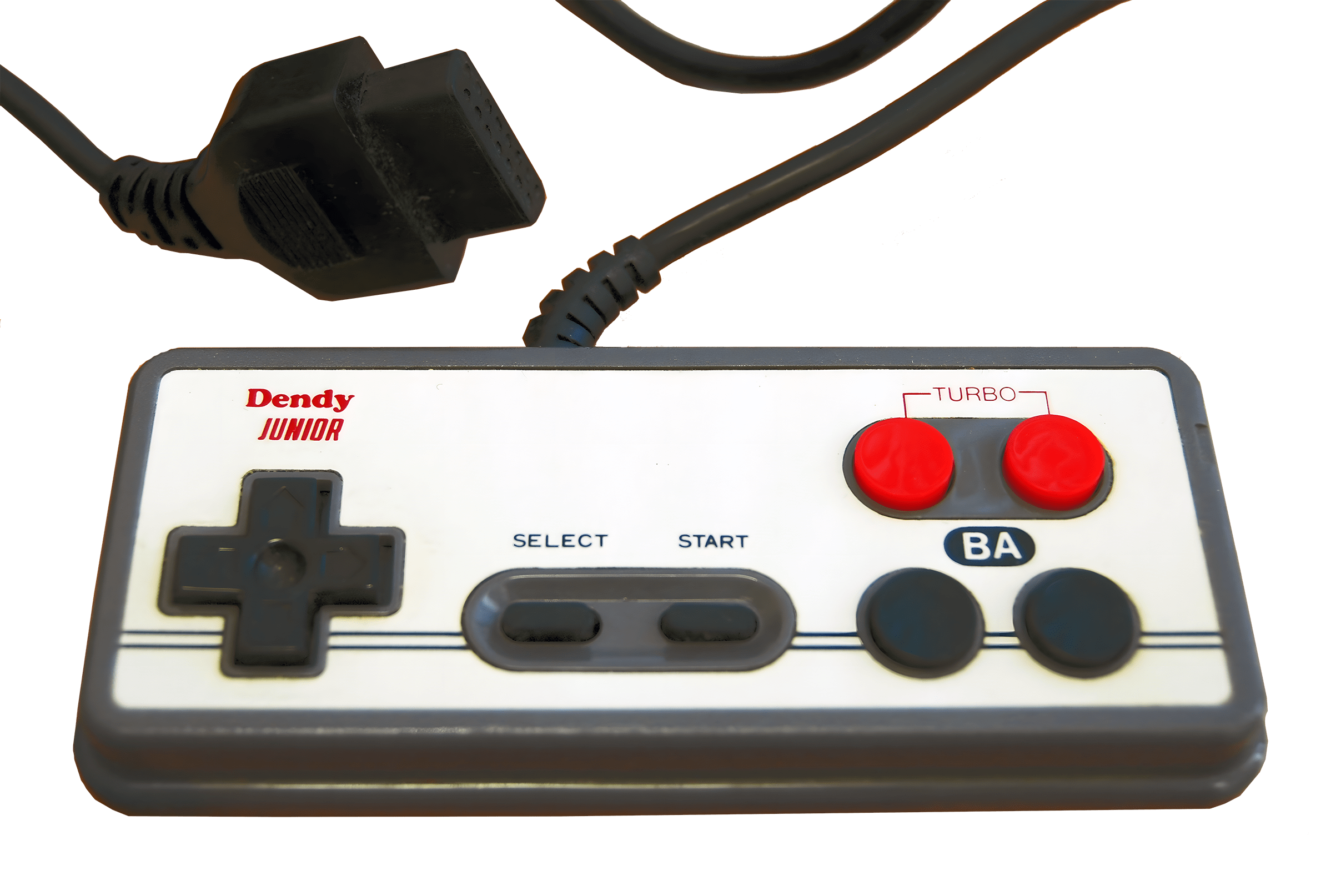
Геймпад Dendy Junior
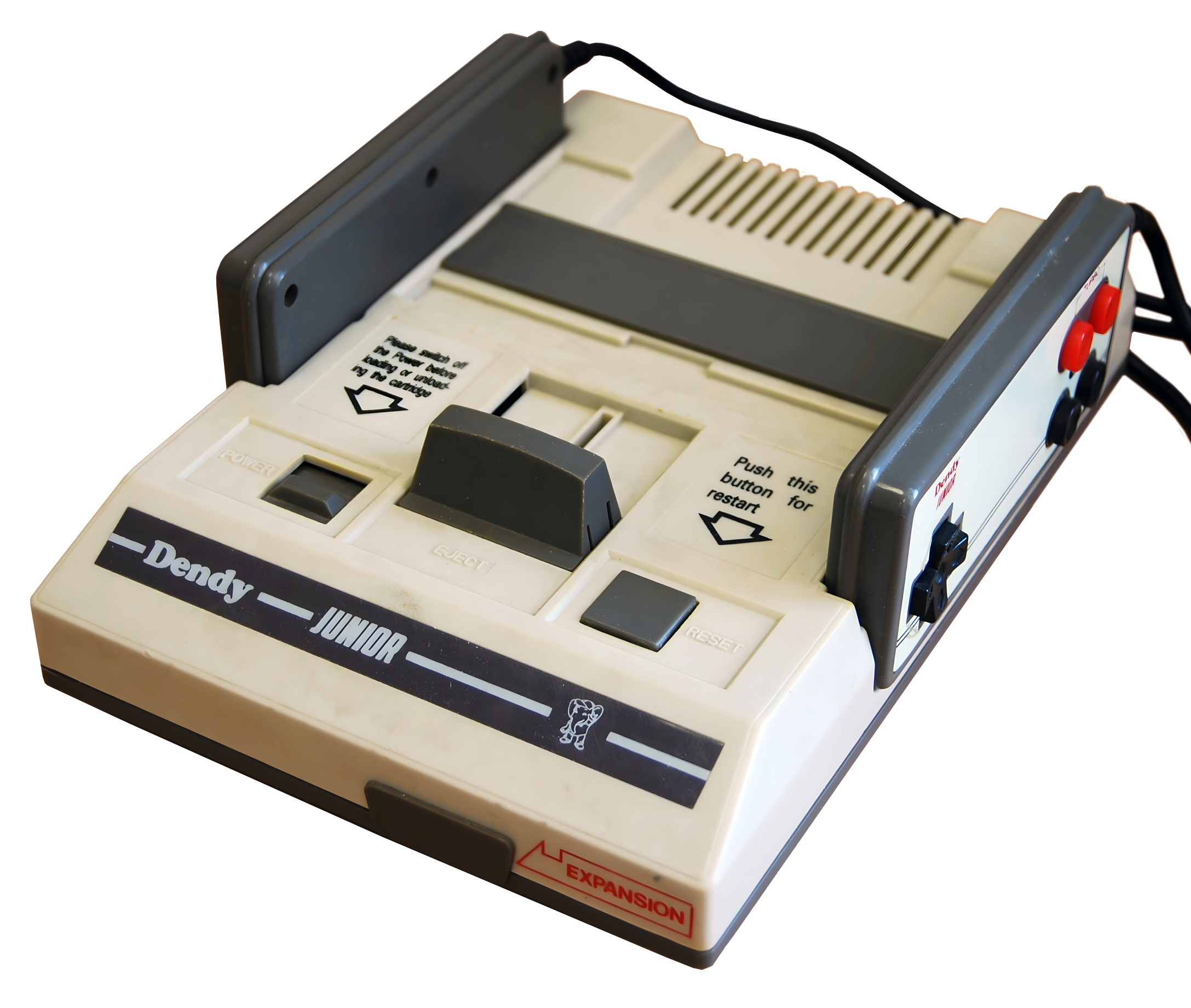
Dendy Junior II
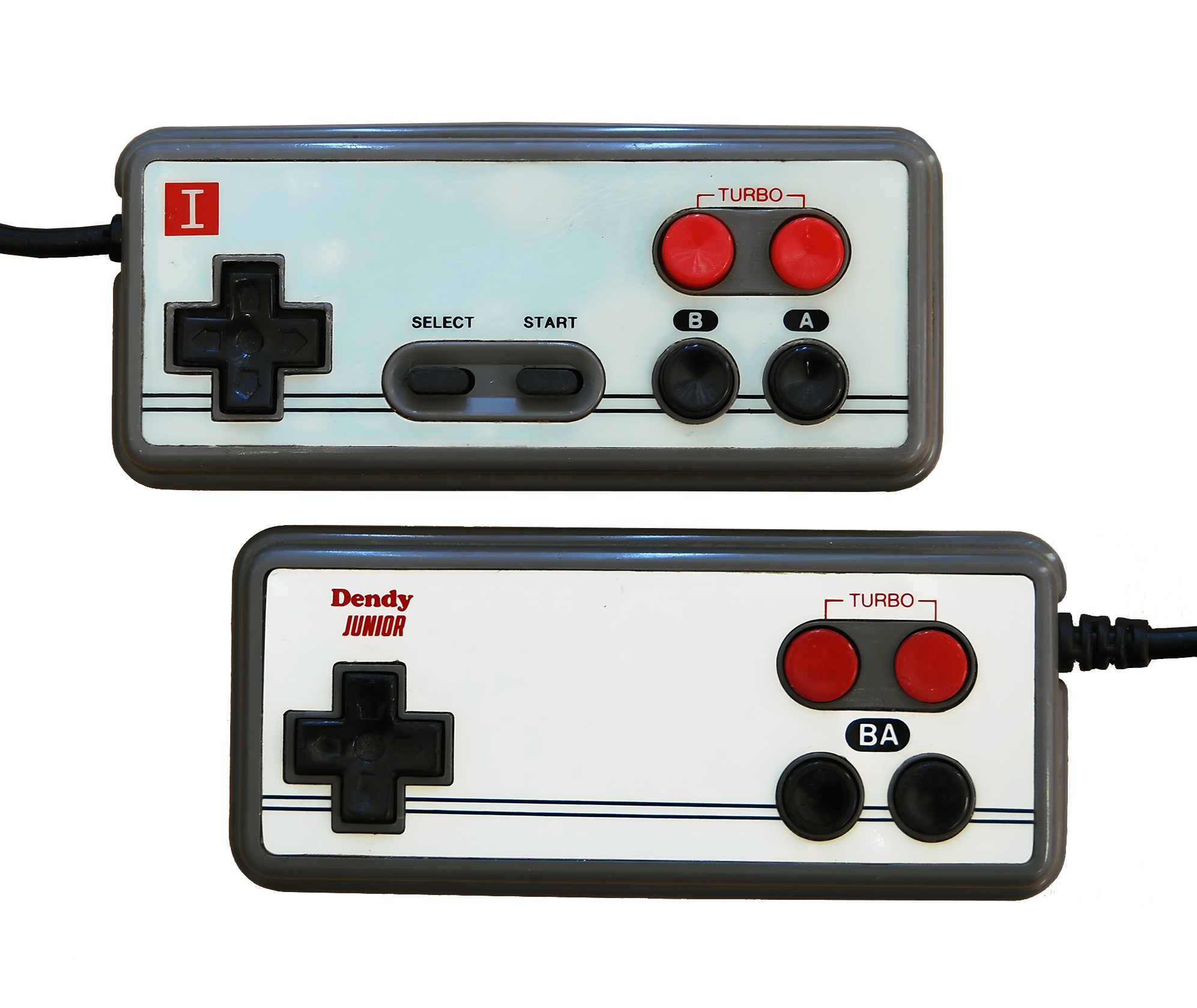
Геймпади Dendy Junior II

Модельний ряд Dendy ділився на дві категорії — основна Classic і бюджетна Junior, — котрі відрізнялися конструктивно, якістю та ціною.
- Dendy Classic — перша консоль серії, була копією тайванської Micro Genius IQ-501, що в свою чергу базувалася на Twin Famicom від Sharp. Тайванська компанія TXC Corporation модифікувала дизайн Twin Famicom і зрообила консоль компактнішою. Компанія Steepler зробила ребрендинг IQ-501 під назвою Dendy Classic і випустила у продаж 17 грудня 1992 року.
- З літа 1993 року у продаж була випущена консоль Dendy Junior, котра стала «спрощеною версією Classic для дітей молодшого віку». У компанії вирішили, що необхідно створити настільки дешеву консоль, що гуртовикам було б вигідніше закупати її у Steepler, а не у китайських постачальників. Dendy Junior створювалась за здешевленою технологією і використовувала «систему на кристалі». Спершу консоль була розроблена компанією TXC Corporation за запитом спеціально для Steepler, для конкуреції з постачальниками китайських клонів, що були нижчої якості і продавалися дешевше. Дизайн консолі скопіювали з оригінальної Famicom. Гуртова ціна Dendy Junior складала 29 доларів США, а після її виходу продажі Classic пішли вгору.
- Наступною моделлю стала Dendy Junior II, що мала корпус від Junior, але геймпади не від'єднувались і на другому з них були відсутні кнопки Start і Select. Разом з нею вийшла Dendy Junior IIP, що відрізнялась наявністю у комплекті світлового пістолета, зовні схожого на NES Zapper, і картриджу на багато ігор.
- Наступною у продаж надійшла Dendy Junior IVP, пропустивши назву Junior III, оскільки під такою назвою невідомі конкуренти випустили видозмінену модель Junior II. У компанії Steepler вирішили не суперничати з ними і одразу випустити Junior IVP чорного кольору з дешевшого пластика і у комплекті зі світловим пістолетом, схожим на Beretta M9.
- Фінальною моделлю серії стала Dendy Classic II, базована на Micro Genius IQ-502, з новим скругленим дизайном і новими геймпадоми. Приставка коштувала дорожче версій Junior и користувалася низьким попитом.
- Крім того, планувалося вивести у продаж модель Dendy Pro, засновану на Micro Genius IQ-1000, що вирізнялася наявністю одного бездротового і одного дротового геймпаду. Савюк описував її газеті «Коммерсантъ» як консоль, що «складе гідну конкуренцію кращим японським 8-розрядним консолям», але в підсумку, за його ж словами, у продаж вона надійшла лише обмеженою партією у 1000—1200 одиниць, що погано продалася.

Також були клони Dendy: Lifa, UFO, Kenga, Liko, Subor, та інші Fami-клони.

## Ігрові картриджі
Dendy може запускати більшість ліцензійних ігор для Famicom, але усі ігрові картриджі, що ввозилися з Тайваню, також були піратськими підробками. Неліцензійні ігри для Dendy можна відрізнити за відсутністю коробки, мануалу, логотипів Nintendo та розробника.
Крім того, для Dendy була випущена велика кількість піратських копій ігор NES, саморобних зламаних версій ігор, а також так званих «багатоігрових» картриджів низької якості, наприклад, «99 в 1». Однак зазвичай переважна частина ігор у багатоігрових картриджах не працювала, а інші були по суті копіями однієї і тієї ж гри з незначними змінами. Перші версії картриджів для Dendy продавалися у корпусах з написом «TV. GAME CARTRIDGE» і з заглушкою для захисту від пилу. Найбільшу популярність отримав «Картридж із чайками», що містив «9999 ігор в 1» і окрім меню з летючими чайками містив і 8-бітне аранжування пісні «Unchained Melody» від The Righteous Brothers.
Ігрова бібліотека Dendy бла сумішшю ігор для різних ринків, продавались як версії для американського, для і для японського і європейського ринків. На додаток до них також продавалися і неофіційні видання китайських розробників. У картриджах для Dendy не було постійної пам'яті для збережень, тому і ігри з ними, такі як Final Fantasy, The Legend of Zelda і Metroid, не дійшли до пострадянського ринку.
Багато піратських ігор для Dendy часто створювалися шляхом комбінування елементів з інших ігор і називалися на честь відомої ігрової серії, хоча насправді вони не мали до неї ніякого відношення. Серед таких ігор були Street Fighter V, Contra 6 і Robocop IV. Багато китайських розробників також створювали для Dendy і інших «фаміклонів» копії ігор з інших приставок, такі як Street Fighter II, Mortal Kombat і різні варіанти ігор компанії Disney Interactive. Можливо, найвідомішою з піратських ігор, випущених для Dendy, є Somari, заснована на грі Sonic the Hedgehog для Sega Mega Drive і розроблена на Тайвані. Однак гра порівняно з оригіналом була сповільнена, у неї були введені деякі елементи з Sonic the Hedgehog 2, а персонажем замість Соніка є Маріо у чоботях Тейлза.
При копіюванні офіційних ігор пірати зазвичай змінювали їх код і видаляли логотипи ігрових компаній, часто спричиняючи спрацювання захисту від копіювання, що призводило до неможливості проходження гри або її значного ускладнення. Найвідомішими прикладами стали Bucky O'Hare з дуже високою складністю і Teenage Mutant Ninja Turtles III: The Manhattan Project, де фінальний бос Шреддер був безсмертним.

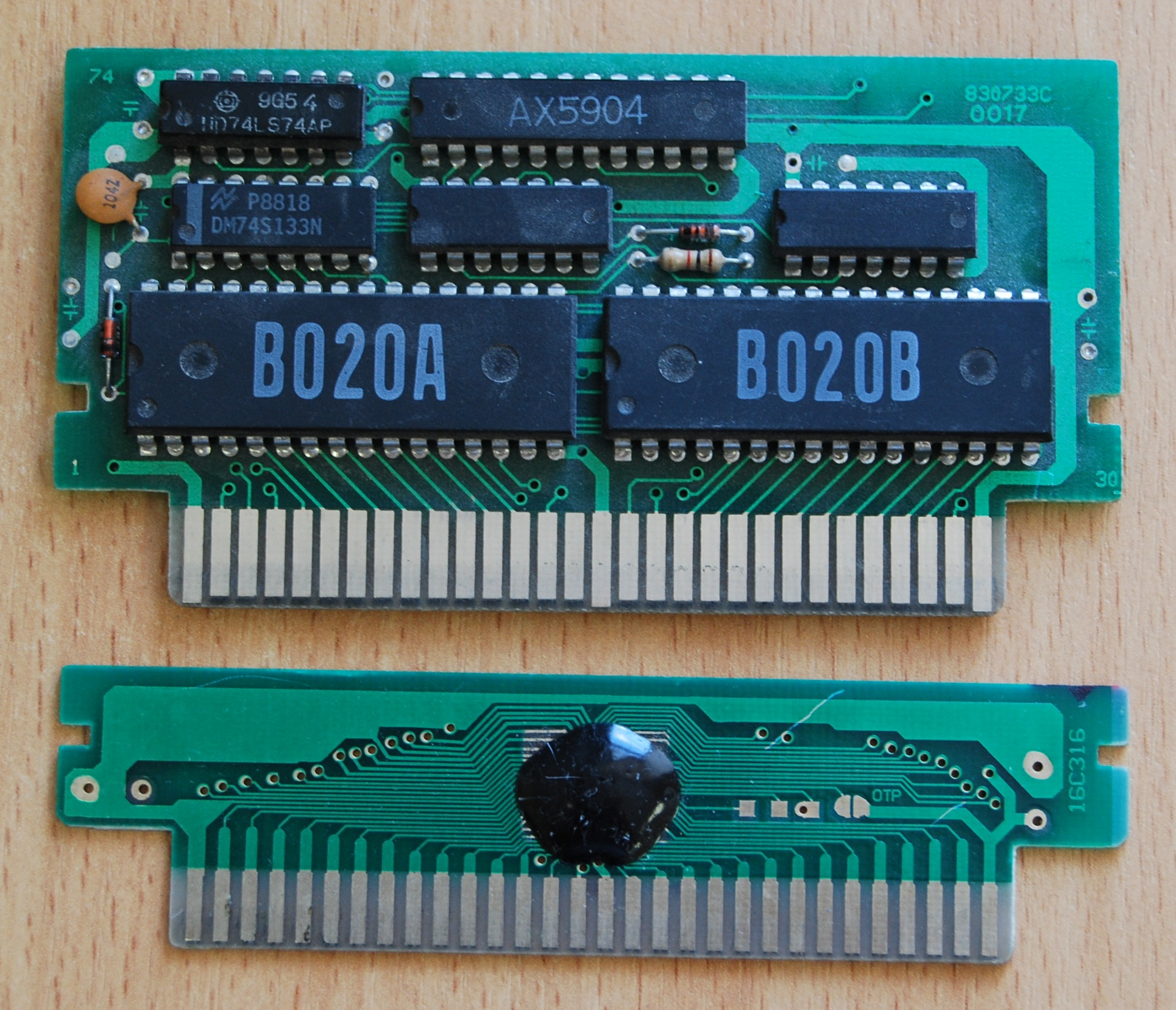
Плати картриджів без корпусів, верхній - ранішої версії на інтегральних мікросхемах пам'яті